# Leonardo Soares de Sousa

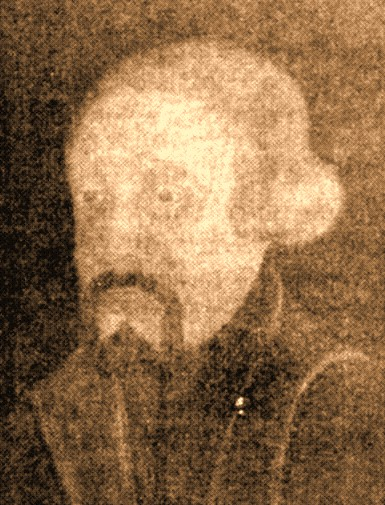
Cel. Leonardo Soares de Sousa.

Leonardo Soares de Sousa foi um imigrante português que viera para as minas do Cuiabá, capitania de Mato Grosso, acompanhado de seu pai Jerônimo Soares de Sousa, no caminho do mesmo rio, estabeleceu-se desde 1769, à margem esquerda do Rio Paraguai, onde fundou a histórica Fazenda Jacobina, antigo Engenho da Jacobina, (hoje tombada pelo IPHAN - Instituto do Patrimônio Histórico e Artístico Nacional), próxima de onde em 1778, seria fundada a então Vila Maria do Paraguai, atual cidade de Cáceres em Mato Grosso. Foi casado com Ana Maria da Silva, filha de José Gomes da Silva, natural de Aveiro, Portugal.

## Referencias bibliográficas
- José de Mesquita - Genealogia Mato-grossense
- Luis-Philippe Pereira Leite - Vila Maria dos Meus Maiores